# بوبي ديسبوتوفسكي
بوبي ديسبوتوفسكي (بالإنجليزية: Bobby Despotovski)‏ (14 يوليو 1971 ببرث في أستراليا - ) هو مدرب كرة قدم ولاعب كرة قدم أسترالي في مركز الهجوم. شارك مع منتخب أستراليا لكرة القدم. أما مع النوادي، فقد لعب مع نادي برث غلوري وFalcons 2000 SC ‏ ودينامو بانتشيفو وهايدلبرغ يونايتد ‏ وCollingwood Warriors SC ‏ وBonnyrigg White Eagles FC ‏ وFloreat Athena FC ‏ وInglewood United FC ‏.

## روابط خارجية
- بوبي ديسبوتوفسكي على موقع قاعدة بيانات كرة القدم.إي يو (الإنجليزية)
- بوبي ديسبوتوفسكي على موقع ناشيونال فوتبول تيمز (الإنجليزية)